# Festival international du film de Locarno 2015
Le Festival international du film de Locarno 2015, la 68e édition du festival (68° Festival del film Locarno), se déroule du 5 au 15 août 2015.

## Jurys

### Concorso internazionale
- Udo Kier, acteur  Allemagne
- Nadav Lapid, réalisateur  Israël
- Daniela Michel, directrice de festival  Mexique
- Moon So-ri, actrice  Corée du Sud
- Jerry Schatzberg, réalisateur  États-Unis

Il n'y a pas de président du jury comme c'est le cas habituellement.

À noter qu'Udo Kier avait déjà fait partie du jury en 2004.

### Concorso Cineasti del presente
- Président : Júlio Bressane, réalisateur  Brésil
- Fabrice Aragno, réalisateur et directeur de la photographie  Suisse
- Clotilde Courau, actrice  France
- Joanna Hogg, réalisatrice  Royaume-Uni
- Jay Van Hoy, producteur  États-Unis

### Pardi di domani
- Président : Milcho Manchevski, réalisateur  Macédoine
- Laura Bispuri, réalisatrice  Italie
- Denis Klebleev, réalisateur  Russie
- Agustina Llambi Campbell, productrice  Argentine
- Lorenz Merz, réalisateur  Suisse

### Opera Prima - Première œuvre
- Haden Guest, historien du cinéma, directeur d’archive  États-Unis
- Roger Alan Koza, critique de cinéma  Argentine
- Cristina Piccino, critique de cinéma  Italie

## Sélection

### Concorso internazionale
- Bella e perduta de Pietro Marcello  Italie
- Brat Dejan de Bakur Bakuradze  Russie  Serbie
- Chevalier de Athina Rachel Tsangari  Grèce
- Cosmos d'Andrzej Zulawski  France  Portugal
- Entertainment de Rick Alverson  États-Unis
- Happy Hour de Ryusuke Hamaguchi  Japon
- Heimatland de Lisa Blatter, Gregor Frei, Jan Gassmann, Benny Jaberg, Carmen Jaquier, Michael Krummenacher, Jonas Meier, Tobias Nölle, Lionel Rupp, Mike Scheiwiller  Suisse  Allemagne
- James White de Josh Mond  États-Unis
- Un jour avec, un jour sans' de Hong Sang Soo  Corée du Sud
- Ma Dar Behesht de Sina Ataeian Dena  Iran  Allemagne
- No Home Movie de Chantal Akerman  Belgique  France
- O Futebol de Sergio Oksman  Espagne
- La Peau de Bax (Schneider vs Bax) d'Alex van Warmerdam  Pays-Bas  Belgique
- Suite armoricaine de Pascale Breton  France
- Sulanga Gini Aran de Vimukthi Jayasundara  Sri Lanka  France
- Te Prometo Anarquía de Julio Hernández Cordón  Mexique  Allemagne
- The Sky Trembles And The Earth Is Afraid And The Two Eyes Are Not Brothers de Ben Rivers  Royaume-Uni
- Tikkun d'Avishai Sivan  Israël

### Concorso Cineasti del presente
- Dead Slow Ahead de Mauro Herce  Espagne  France
- Der Nachtmahr de Akiz  Allemagne
- Dom Juan de Vincent Macaigne  France
- Dream Land de Steve Chen  Cambodge  États-Unis
- El Movimiento de Benjamín Naishtat  Argentine  Corée du Sud
- Keeper de Guillaume Senez  Belgique  Suisse  France
- Le Grand Jeu de Nicolas Pariser  France
- Les Êtres chers d'Anne Émond  Canada
- Kaili Blues de Bi Gan  Chine
- Moj Brate – Mio Fratello de Nazareno Manuel Nicoletti  Italie  Canada  Bosnie-Herzégovine
- Olmo & The Seagull de Petra Costa & Lea Glob  Danemark  Brésil  Portugal  France
- Siembra d'Ángela Osorio Rojas & Santiago Lozano Álvarez  Colombie  Allemagne
- The Waiting Room d'Igor Drljaca  Canada
- Thithi de Raam Reddy  Inde

### Pardi di domani

#### Compétition internationale
- Зевс (zeus)
- Dear director
- Des millions de larmes
- Eco
- Fils du loup
- Gulliver
- História de uma pena'
- I remember nothing
- Junilyn has
- Km 73
- La impresión de una guerra
- La novia de frankenstein
- Lampedusa
- Las cuatro esquinas del círculo
- Mama
- Maria do mar
- Nothing human
- Nueva vida
- O que resta
- O teto sobre nós
- Reflection
- Renaître
- Sa pagitan ng pagdalaw at paglimot (the ebb of forgetting)
- Salarié oriental
- Yellow fieber

#### Compétition nationale
- Babor casanova
- D’ombres et d’ailes
- Ein ort wie dieser
- Hausarrest
- Joconde
- just another day in egypt
- La rivière sous la langue
- Le barrage
- Les monts s’embrasent
- Persi
- The meadow

### Hors compétition

#### Piazza Grande
Par ordre de projection sur la Piazza.
- Ricki and the Flash de Jonathan Demme  États-Unis
- La Belle Saison de Catherine Corsini  France
- Le Dernier Passage de Pascal Magontier  France
- Der Staat Gegen Fritz Bauer de Lars Kraume  Allemagne
- La Rage au ventre de Antoine Fuqua  États-Unis
- Trainwerck de Judd Apatow  États-Unis
- Jack de Elisabeth Scharang  Autriche
- Floride de Philippe Le Guay  France
- Voyage au bout de l'enfer de Michael Cimino  Royaume-Uni  États-Unis
- Erlkönig (Le Roi des Aulnes) de Georges Schwizgebel  Suisse
- Guibord s'en va-t-en guerre de Philippe Falardeau  Canada
- Bombay Velvet de Anurag Kashyap  Inde
- Pastorale Cilentana de Mario Martone  Italie
- Amnesia de Barbet Schroeder  Suisse  France
- La Vanité de Lionel Baier  Suisse  France
- Qing Tian Jie Yi Hao (The Laundryman) de LEE Chung  Taïwan
- Me And Earl And The Dying Girl de Alfonso Gomez-Rejon  États-Unis
- I Pugni In Tasca de Marco Bellocchio  Italie
- Heliopolis de Sérgio Machado  Brésil

#### Fuori concorso
- Contre-Pouvoirs de Malek Bensmaïl  Algérie  France
- Fragments Du Paradis de Stéphane Goël  Suisse
- Genitori d'Alberto Fasulo  Italie
- I Sogni Del Lago Salato d’Andrea Segre  Italie
- Kaki Kouba de Kazuhiro Soda  Japon  États-Unis
- Kiev/moscow. Part 1 d'Elena Khoreva  Russie  Estonie  Ukraine
- Le Bois dont les rêves sont faits de Claire Simon  France  Suisse
- Romeo E Giulietta de Massimo Coppola  Italie
- Topophilia de Peter Bo Rappmund  États-Unis
- Vivere Alla Grande de Fabio Leli  Italie
- Yes No Maybe de Kaspar Kasics  Suisse

#### Signs of Life
- 88:88 de Isiah Medina  Canada
- Chi (Mr. Zhang Believes) de QIU Jiongjiong  Chine
- Deux Rémi, deux de Pierre Léon  France  Suisse
- L'Académie des muses (La Academia de las musas) de José Luis Guerin  Espagne
- L'Infinita Fabbrica Del Duomo de Martina Parenti, Massimo d'Anolfi  Italie
- Machine Gun Or Typewriter? de Travis Wilkerson  États-Unis
- Recollection de Kamal Aljafari  Allemagne
- Slackjaw de Zach Weintraub  États-Unis

#### Histoire(s) du cinéma
Cette section comprend, cette année, des hommages à Marco Bellocchio, Michael Cimino, Edward Norton, Andy García, Walter Murch, Bulle Ogier, Marlen Khutsiev et Alex Phillips

#### I film delle giurie
Films en l'honneur des membres des différents jurys : 
- L'Épouvantail de Jerry Schatzberg  États-Unis
- Oasis de Lee Chang-dong  Corée du Sud
- L'Institutrice de Nadav Lapid  Israël  France
- Lama? (Why?) de Nadav Lapid  Israël
- La Chambre interdite de Guy Maddin  Canada
- L'Ombre des femmes de Philippe Garrel  France  Suisse
- Freddy Buache – Le Cinéma de Fabrice Aragno  Suisse
- L’Invisible de Fabrice Aragno  Suisse
- Love Is Strange d’Ira Sachs  États-Unis  France  Brésil  Grèce
- Unrelated de Joanna Hogg  Royaume-Uni
- Paulina de Santiago Mitre  Argentine  Brésil  France
- Strange Particles de Denis Klebleev  Russie
- Cherry Pie de Lorenz Merz  Suisse
- Un Dia Y Nada (One Day and Nothing) de Lorenz Merz  Suisse
- Mothers de Milcho Manchevski  Macédoine  France  Bulgarie
- Vergine giurata (Vierge sous serment) de Laura Bispuri  Italie  Suisse  Allemagne  Albanie  Kosovo

#### Retrospettiva Sam Peckinpah
La rétrospective de l'année a été dédiée à Sam Peckinpah.

#### Semaine de la critique
- K2. Dotknąć nieba (K2. Touching the Sky) d’Eliza Kubarska  Pologne  Royaume-Uni  Allemagne
- Bracia (Brothers) de Wojciech Staroń  Pologne
- Als die Sonne von Himmel fiel d’Aya Domenig  Suisse
- Mów mi Marianna (Call Me Marianna) de Karolina Bielawska  Pologne
- My Name is Gary de Blandine Huk & Frédéric Cousseau  France
- Lampedusa In Winter de Jakob Brossmann  Autriche  Italie  Suisse
- The Ground We Won de Christopher Pryor  Nouvelle-Zélande

#### Panorama Suisse
- Above And Below de Nicolas Steiner
- Chrieg de Simon Jaquemet
- Cyclique de Frédéric Favre
- Dora Oder Die Sexuellen Neurosen Unserer Eltern de Stina Werenfels
- Grozny Blues de Nicola Bellucci
- Horizontes de Eileen Hofer
- Imagine Waking Up Tomorrow And All Music Has Disappeared de Stefan Schwietert
- Vecchi Pazzi de Sabine Boss
- Wild Women - Gentle Beasts de Anka Schmid
- Wintergast de Andy Herzog, Matthias Günter

## Palmarès

### Concorso Internazionale
- Léopard d'or : Un jour avec, un jour sans de Hong Sang-soo  Corée du Sud
- Prix spécial du jury : Tikkun d'Avishai Sivan  Israël
- Léopard pour la meilleure réalisation : Andrzej Zulawski  France  Portugal pour Cosmos
- Léopard pour la meilleure interprétation féminine : Tanaka Sachie, Kikuchi Hazuki, Mihara Maiko et Kawamura Rira pour Happy Hour
- Léopard pour la meilleure interprétation masculine : Jung Jae-young pour Un jour avec, un jour sans
- Mentions spéciales :
  - le scénario de Happy Hour de Ryusuke Hamaguchi  Japon
  - la photographie de Tikkun d'Avishai Sivan  Israël

### Concorso Cineasti del presente
- Léopard d'or : Thithi de Raam Reddy  Inde
- Prix du meilleur réalisateur émergent : Bi Gan  pour Kaili Blues
- Prix spécial du jury : Dead Slow Ahead de Mauro Herce  Espagne  France

### Pardi di domani

#### Compétition internationale
- Léopard d'or : Mama de Davit Pirtskhalava  Géorgie
- Léopard d'argent : La impresión de una guerra de Camilo Restrepo  France  Colombie
- Prix Pianifica : Fils du loup de Lola Quivoron  France
- Prix Film et Vidéo Untertitelung : Hole de Martin Edralin  Géorgie
- Mention spéciale : Nueva Vida de Kiro Russo  Argentine  Bolivie

#### Compétition nationale
- Pardino d'or du meilleur court métrage suisse : Le barrage de Samuel Grandchamp
- Pardino d'argent : D’ombres et d’ailes d'Eleonora Marinoni & Elice Meng
- Prix Action Light du meilleur espoir suisse : Les monts s’embrasent de Laura Morales

### Opera Prima
- Prix pour le meilleur premier film : Thithi de Raam Reddy  Inde
- Swatch Art Peace Hotel Award : Ma Dar Behesht de Sina Ataeian Dena  Iran  Allemagne
- Mentions spéciales :
  - Lu Bian Ye Can de BI Gan  Chine
  - Kiev/moscow. Part 1 d'Elena Khoreva  Russie  Estonie  Ukraine

### Piazza Grande
- Prix du public : Der Staat Gegen Fritz Bauer de Lars Kraume  Allemagne
- Variety Piazza Grande Award : La Belle Saison de Catherine Corsini  France

### Jurys indépendants

#### Jury œcuménique
- Prix du jury œcuménique : Ma Dar Behesht de Sina Ataeian Dena  Iran  Allemagne
- Mentions spéciales :
  - Bella e perduta de Pietro Marcello  Italie
  - Un jour avec, un jour sans de Hong Sang-soo  Corée du Sud

#### Jury FIPRESCI
- Prix FIPRESCI : Suite armoricaine de Pascale Breton  France

#### Jury Europa Cinema Labels
- Prix : Keeper de Guillaume Senez  Belgique  Suisse  France

#### Jury Fédération internationale des ciné-clubs
- Prix de la Fédération internationale des ciné-clubs : Tikkun d'Avishai Sivan  Israël
- Mention spéciale : James White de Josh Mond  États-Unis

#### Cinema e Gioventù
- Concorso internazionale :
  - Premier prix : Bella e perduta de Pietro Marcello  Italie
  - Deuxième prix : James White de Josh Mond  États-Unis
  - Troisième prix : Heimatland de Lisa Blatter, Gregor Frei, Jan Gassmann, Benny Jaberg, Carmen Jaquier, Michael Krummenacher, Jonas Meier, Tobias Nölle, Lionel Rupp, Mike Scheiwiller  Suisse  Allemagne
  - Prix « L'environnement, c'est la qualité de la vie » : Entertainment de Rick Alverson  États-Unis
- Concorso Cineasti del presente :
  - Prix : Olmo & The Seagull de Petra Costa & Lea Glob  Danemark  Brésil  Portugal  France
- Pardi di domani :
  - Prix pour le Concorso internazionale : Dear Director de Marcus Lindeen  Suède
  - Prix pour le Concorso nazionale : D’ombres et d’ailes d'Eleonora Marinoni & Elice Meng
  - Mention spéciale : Hausarrest de Matthias Sahli

#### Semaine de la critique
- Prix : Bracia (Brothers) de Wojciech Staroń  Pologne
- Prix Zonta Club Locarno : Mów mi Marianna (Call Me Marianna) de Karolina Bielawska  Pologne